# Drakar & Demoner
Drakar & Demoner (en: Dungeons & Dragons) är en amerikansk tecknad TV-serie från 1983, baserad på TSR:s Dungeons & Dragons-rollspel. TV-serien, som var en samproduktion av Marvel Productions och TSR, visades ursprungligen från 1983 till 1985 under tre säsonger med sammanlagt 27 avsnitt på CBS. Det japanska företaget Toei Animation utförde animationen.

## Handling
TV-serien handlar om en grupp vänner mellan åldrarna åtta och 15 år som sugs in i "Drakarna & Demonernas rike" genom att åka med ett magiskt spöktåg på ett nöjesfält. Efter att ha anlänt till den nya världen träffar de Drakmästaren (Dungeon Master) som ger alla barn ett magiskt föremål.
Barnens huvudsakliga mål är att hitta ett sätt att komma hem, men de tar ofta omvägar för att hjälpa folk, eller upptäcker att deras öden är sammanbundna med andras. Gruppen stöter på många olika fiender, men deras huvudsakliga fiende är Venger. Venger är en mäktig trollkarl som strävar efter att regera riket och tror att krafterna bakom barnens vapen kommer att hjälpa honom göra det. En annan återkommande skurk är Tiamat, som är en femhövdad drake och den enda varelsen Venger fruktar.

## Rollfigurer

### Protagonister
- Jägaren Hank: En 15-åring som är den äldste i gruppen, tillsammans med Eric, och är deras ledare. Han är en modig och ädel och upprätthåller fokus och beslutsamhet, även när de utsätts för fara. Hank har en magisk pilbåge som avfyrar pilar med glödande energi. Dessa pilar kan användas på många olika sätt, såsom till klättring, för att skada fiender, för att binda dem eller för att skapa ljus.

- Krigaren Eric: En bortskämd ungdom som härstammar från ett rikt hem. På ytan är han feg och stor i munnen, och han uppfyller även rollen som en komisk figur. Trots sin feghet och motvilja har Eric en väl dold heroisk personlighet, och räddar ofta sina vänner med sin magiska sköld, som kan projicera ett kraftfält.

- Tjuven Sheila: Som tjuv har Sheila en magisk mantel som, när huvan dras över hennes huvud, gör henne osynlig. Även om hon ofta är blyg och nervös med en djupt rotad rädsla för ensamhet uppvisar hon mod när hennes vänner är i fara, särskilt hennes yngre bror Bobby.

- Akrobaten Diana: En modig 14-årig flicka. Hon bär en magisk stav som kan skifta i längd, från att vara så pass kort att den blir lätt att bära till att bli omkring två meter. Hon använder denna som vapen eller som ett verktyg i akrobatiska rörelser. Om staven bryts av behöver Diana bara sätta samman de avbrutna bitarna, och de blir magiskt återförenade.

- Magikern Presto: Den 14-årige Albert, mer känd som Presto, är gruppens trollkarl. Han uppfyller en roll som en välmenande, flitig, men hopplös magiker. Han lider av dåligt självförtroende och nervositet, vilket kan ge problem när han använder sin magiska hatt. Han kan dra ut ett ändlöst antal olika verktyg från den, men dessa förefaller ofta vara till föga nytta. Det finns också många tillfällen när hela gruppen är i fara, varpå Presto drar ut precis vad som behövs för att rädda sina vänner.

- Barbaren Bobby: Bobby är den yngsta medlemmen i gruppen. Han är en barbar, vilket hans pälsbyxor och stövlar, behornade hjälm och tvärbandssele antyder. Han är Sheilas yngre bror, men i motsats till henne är Bobby ofta impulsiv och redo för strid, även mot fysiskt överlägsna fiender, vilket ofta resulterar i att de andra i gruppen tar honom utom fara. Han bär en magisk klubba, som han ofta använder för att utlösa jordbävningar eller rubba stenar när han slår i marken.

- Enhörningen Uni: Uni är Bobbys sällskapsdjur, en enhörningsunge, som Bobby upptäcker i det första avsnittet och behåller som sin kompanjon genom hela serien. Hon har förmågan att tala, men hennes ord är inte riktigt märkbara. Hon hörs vanligtvis härma Bobby när hon går med på hans åsikter.

- Drakmästaren (Dungeon Master): Gruppens vän och mentor, som förser gruppen med viktiga visdomsord och hjälpmedel, men ofta på ett kryptiskt sätt som inte uppfattas förrän gruppen har slutfört sitt uppdrag. Det var han som gav gruppen sina vapen och ledtrådar under sina flertaliga möjligheter att återvända hem. Under seriens gång antyder hans upprepade demonstration av sina krafter att han enkelt skulle kunna få gruppen att återvända hem på egen hand.

### Antagonister
- Venger: Seriens huvudskurk och Drakmästarens skrupelfrie son. Han är en ond trollkarl som besitter oerhörda krafter, och försöker att lägga beslag på krafterna bakom barnens vapen, för att på så vis utvidga sina egna krafter. Trots att han beskrivs som ondskans ledare, jämförbar med Djävulen själv, antyds det emellanåt att han en gång var god, men blev korrupt under en mörk influens.

- Skuggdemonen (Shadow Demon): En skuggliknande demon, och Vengers personliga spion och medhjälpare. Han informerar ofta Venger om barnens (som han refererar till som "Drakmästarens ungdomar") aktuella uppdrag.

- Tiamat: Vengers ärkerival som är en fruktansvärd, femhövdad drakhona. Hon har ett vitt huvud som sprutar is, ett grönt huvud som sprutar giftgas, ett centralt rött huvud som sprutar eld, ett blått huvud som sprutar åska och ett svart huvud som sprutar syra. Även om både Venger och ungdomarna vanligtvis undviker henne kan de även bägge använda henne till egen nytta mot motparten.

## Avsnitt

### Säsong 1 (1983)
| Nmr. | Titel                             | Skribent                                    | Ursprungligt visningsdatum |
| --- | --------------------------------- | ------------------------------------------- | -------------------------- |
| 1 | "The Night of No Tomorrow"        | Mark Evanier                                | 17 september 1983          |
| Genom att luras av den ondskefulle Venger trollar Presto fram en hord eldsprutande drakar som hotar staden Helix. Barnen måste hjälpa Presto och rädda staden innan det är för sent.                                  |                                   |                                             |                            |
| 2 | "The Eye of the Beholder"         | Hank Saroyan, Mark Evanier, Kimmer Ringwald | 24 september 1983          |
| Under ledning av en feg riddare med namnet Sir John måste barnen söka upp och förgöra ett ont monster känt som Betraktaren för att hitta en port tillbaka till sin egen värld.                                        |                                   |                                             |                            |
| 3 | "The Hall of Bones"               | Paul Dini                                   | 1 oktober 1983             |
| Drakmästaren sänder barnen på en resa till De forntida benens sal, där de måste ladda upp sina vapen. Som vanligt väntar problem runt varje hörn.                                                                     |                                   |                                             |                            |
| 4 | "Valley of the Unicorns"          | Paul Dini & Karl Geurs                      | 8 oktober 1983             |
| Bobby och de andra måste rädda Uni när hon fångas av en elak trollkarl med namnet Kelek, som planerar att ta bort hornen från alla enhörningar och stjäla deras krafter.                                              |                                   |                                             |                            |
| 5 | "In Search of the Dungeon Master" | Jeffrey Scott                               | 15 oktober 1983            |
| Drakmästaren fångas av Warduke och blir infryst i en magisk kristall. När barnen upptäcker den hemska sanningen försöker de rädda honom innan Venger hinner dit.                                                      |                                   |                                             |                            |
| 6 | "Beauty and the Bogbeast"         | Jeffrey Scott                               | 22 oktober 1983            |
| Eric förvandlas till ett komiskt, men fult, paddodjur när han luktar på en förbjuden blomma. Nu måste han hjälpa de andra inom sin fega ras att besegra en elak jätte som dämmer upp Floden som går upp och ner.      |                                   |                                             |                            |
| 7 | "Prison Without Walls"            | Steve Gerber                                | 29 oktober 1983            |
| Sökandet efter porten hem leder in barnen i Sorgens träsk, där de stöter på ett fruktansvärt monster och trollkarlen Lukyon, som guidar dem på en resa till Drakens hjärta.                                           |                                   |                                             |                            |
| 8 | "Servant of Evil"                 | Jeffrey Scott                               | 5 november 1983            |
| Bobbys födelsedag förstörs när Sheila och de andra blir fångade och kastade i Vengers fängelsehåla. Med Drakmästarens vägledning måste Bobby och Uni hitta fängelsehålan, bli vän med en jätte och rädda sina vänner. |                                   |                                             |                            |
| 9 | "Quest of the Skeleton Warrior"   | Buzz Dixon                                  | 12 november 1983           |
| Dekkion, en trollbunden forntida krigare, skickar barnen till det förlorade tornet, där de måste möta sina största rädslor i sitt sökande efter Maktens cirkel.                                                       |                                   |                                             |                            |
| 10 | "The Garden of Zinn"              | Jeffrey Scott                               | 19 november 1983           |
| När Bobby blir biten av en giftig draksköldpadda måste han och Sheila ta hand om den underliga varelsen Solarz medan de andra söker motgiftet - foten till en gul drake - i Zinns mystiska gård.                      |                                   |                                             |                            |
| 11 | "The Box"                         | Jeffrey Scott                               | 26 november 1983           |
| Barnen hittar äntligen en väg hem. Men deras återvändo lämnar Drakmästaren och hela riket i stor fara när Venger ser sin chans att ta över.                                                                           |                                   |                                             |                            |
| 12 | "The Lost Children"               | Jeffrey Scott                               | 3 december 1983            |
| Barnen måste fatta mod bland farorna i Vengers slott för att hitta ett skepp som, enligt Drakmästaren, skulle kunna föra dem hem.                                                                                     |                                   |                                             |                            |
| 13 | "P-R-E-S-T-O Spells Disaster"     | Jeffrey Scott                               | 10 december 1983           |
| Ännu en av Prestos trollformler slår slint, denna gång genom att lämna Presto och Uni i ett sökande efter de andra som blivit fångade i ett jättes slott och jagade av en märklig varelse som kallas slembesten.      |                                   |                                             |                            |

### Säsong 2 (1984)
| Nmr. | Titel                           | Skribent                    | Ursprungligt visningsdatum |
| --- | ------------------------------- | --------------------------- | -------------------------- |
| 14 | "The Girl Who Dreamed Tomorrow" | Karl Geurs                  | 8 september 1984           |
| Barnen möter Terri, som kan drömma om framtiden och som leder dem mot porten hem - där problem väntar. |                                 |                             |                            |
| 15 | "The Treasure of Tardos"        | Michael Reaves              | 15 september 1984          |
| Drakmästaren varnar barnen att de är i fara från den monstruösa Demodraken, ett monster som kan förstöra hela riket. Nu måste de hitta en bit drakplanta för att kunna göra monstret hjälplöst.                                                                         |                                 |                             |                            |
| 16 | "City at the Edge of Midnight"  | Michael Reaves & Karl Geurs | 22 september 1984          |
| Barnen måste hitta Staden vid kanten av midnatt och rädda dess barn från Nattgångaren, som kidnappar små barn vid tolvslaget. |                                 |                             |                            |
| 17 | "The Traitor"                   | Jeffrey Scott               | 29 september 1984          |
| Drakmästaren varnar barnen att de är på väg att möta den svåraste prövningen i sina liv. De andra blir chockade när Hank visar sig vara en förrädare, inte bara mot dem, men även till sitt eget mod och insikt. Lyckligtvis är det detta som leder honom till sonande. |                                 |                             |                            |
| 18 | "Day of the Dungeon Master"     | Michael Reaves              | 6 oktober 1984             |
| När Drakmästaren bestämmer sig för att ta en paus och ger sin kraftdräkt till Eric försöker Venger att få tag i denna, och Erics krafter sätts verkligen på prov. |                                 |                             |                            |
| 19 | "The Last Illusion"             | Jeffrey Scott               | 13 oktober 1984            |
| När Presto finner sig själv vilse i en skog ser han uppenbarelsen av en vacker ung flicka med namnet Varla. Drakmästaren berättar för Presto att genom att ha hittat flickan kan han även ha hittat en väg hem.                                                         |                                 |                             |                            |
| 20 | "The Dragon's Graveyard"        | Michael Reaves              | 20 oktober 1984            |
| Barnen söker hjälp från Tiamat, rikets farligaste drake, som assisterar dem i en konfrontation av Venger och hjälper dem att komma ett steg närmre hem. |                                 |                             |                            |
| 21 | "Child of the Stargazer"        | Michael Reaves              | 27 oktober 1984            |
| Kosar, sonen till en astrolog från ett annat land, rymmer från den onda drottningen Syrith och blandar in barnen i en kamp mellan gott och ont. |                                 |                             |                            |

### Säsong 3 (1985)
| Nmr. | Titel                              | Skribent                                            | Ursprungligt visningsdatum |
| --- | ---------------------------------- | --------------------------------------------------- | -------------------------- |
| 22 | "The Dungeon at the Heart of Dawn" | Michael Reaves                                      | 14 september 1985          |
| Medan de är i Mörkrets torn öppnar barnen av misstag Signaleldsskrinet och släpper lös den ultimata ondskan, som avlägsnar Drakmästaren och Vengers krafter. De måste nu våga sig till Gryningens hjärta för att återställa Drakmästarens krafter. |                                    |                                                     |                            |
| 23 | "The Time Lost"                    | Michael Reaves                                      | 12 oktober 1985            |
| När ett jaktflygplan dyker upp försöker barnen hitta piloten före Venger, som planerar att skicka planet tillbaka i tiden, ändra historiens gång och stoppa barnens födelse. |                                    |                                                     |                            |
| 24 | "Odyssey of the Twelfth Talisman"  | Mark Shiney & Michael L. DePatie                    | 21 september 1985          |
| Drakmästaren ber barnen att hitta Astras saknade sten, den tolfte talismanen, vilket gör bäraren oövervinnerlig. Venger, som också vill ha talismanen, frambringar en strid och löper amok. |                                    |                                                     |                            |
| 25 | "Citadel of Shadow"                | Katherine Lawrence                                  | 28 september 1985          |
| Under sin flykt från en armé av orcher gömmer sig barnen i Ingalundas berg och hittar Vengers syster, Karena, som har fallit i onåd hos sin onda bror. Karena försöker hjälpa barnen och slåss mot sin bror. |                                    |                                                     |                            |
| 26 | "Cave of the Fairie Dragons"       | Katherine Lawrence                                  | 9 november 1985            |
| När de blir attackerade av jättemyror räddas barnen av Amber, en älvdrake. Amber ber dem sedan att hjälpa till med att rädda älvdrakarnas drottning, som blivit kidnappad av den onde kungen Varin. |                                    |                                                     |                            |
| 27 | "The Winds of Darkness"            | Michael Cassutt & Kathy Selbert, Karl Geurs (Story) | 7 december 1985            |
| Nattlingen har skapat en lila dimma som slukar alla som fångas i den, och barnen får hjälp av Martha, en före detta elev till Drakmästaren, för att rädda dem undan dimman och förgöra Nattlingen. |                                    |                                                     |                            |
| 28 | "Requiem"                          | Michael Reaves                                      | Ej producerad              |
| Barnen får äntligen en chans att återvända hem – men är det värt risken? (Manuset bakom avsnittet skrevs av seriens ursprungliga skribent Michael Reaves, men blev aldrig färdigproducerat. Reaves diskuterade avsnittet och publicerade det ursprungliga manuset på sin hemsida. Avsnittet inkluderades även i ett DVD-släpp inom region 1 i form av en radioteater.) |                                    |                                                     |                            |

## Dubbning

### Engelskspråkiga röster
- Willie Aames som Hank
- Don Most som Eric
- Katie Leigh som Sheila
- Tonia Gayle Smith som Diana
- Adam Rich som Presto
- Ted Field III som Bobby
- Frank Welker som Uni och Tiamat
- Sidney Miller som Drakmästaren
- Peter Cullen som Venger
- Bob Holt som Skuggdemonen

### Svenskspråkiga röster
- Staffan Hallerstam
- Irene Lindh
- Per Sandborgh
- Bosse Bergstrand
- Gunnar Ernblad